# ژان-پیر آبل-رموزا
نامِ چینیزبان‌های چینی雷暮沙
ژان-پیر آبل-رموزا (به فرانسوی: Jean-Pierre Abel-Rémusat) (زادهٔ ۵ سپتامبر ۱۷۸۸ - مرگ ۴ ژوئن ۱۸۳۲) چین‌شناس فرانسوی بود.

## زندگی‌نامه
او در پاریس زاده‌شد و در آغاز پزشکی خواند ولی یک گیاه دارویی چینی وی را انگیزاند تا به شناخت چین بپردازد. از ۱۸۱۴ بر کرسی استادی چینی کولژ دو فرانس نشست و یکسره به پژوهش دربارهٔ زبان‌های خاور دور پرداخت.
او توجه ویژه‌ای به منابع تاریخی ملت‌های تاتار داشت. او در ۱۸۱۸ ویراستار مجلهٔ ژورنال دو ساوانت شد و در ۱۸۲۲ جامعه آسیایی را در پاریس بنیاد نهاد. او مناصب دولتی چندی هم داشت.
در ۱۸۲۶ او رمان چینی دو پسرعمو را به چاپ رساند و این یکی از نخستین داستان‌های شناخته‌شدهٔ چینی در اروپا می‌بود.
رموزا در پاریس درگذشت و در کنار همسرش در نزدیکی کلیسای سن فارگو به خاک سپرده‌شد.